# 요안니스 메탁사스

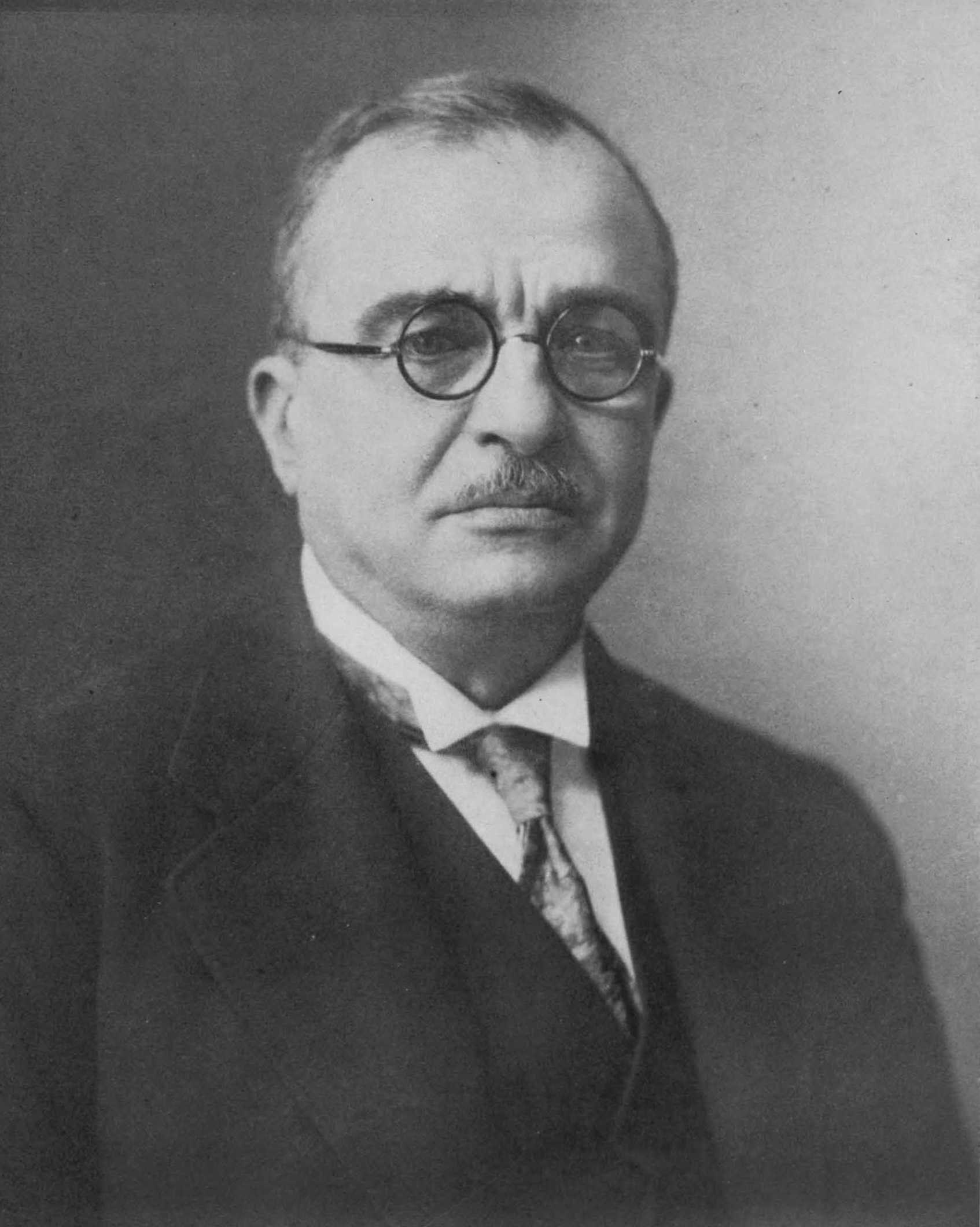
요안니스 메탁사스

요안니스 메탁사스(그리스어: Ιωάννης Μεταξάς, 1871년 4월 12일 ~ 1941년 1월 29일)는 그리스의 장군으로, 1936년 4월~8월에 총리를 지냈으며, 1936년부터 그가 죽은 1941년까지 8월 4일 체제 당시 그리스를 지배한 독재자였다.

## 군 경력
이타키에서 태어난 메탁사스는 원래 군 장교 출신으로 1897년에 일어난 그리스-터키 전쟁에서 처음으로 종군하였다. 독일 제국에서 유학한 뒤 그는 귀국하여 총참모부에 들어갔으며, 발칸 전쟁(1912년~1913) 전까지 그리스 군대 현대화 사업을 담당하다가 이후 발칸 전쟁에서 활약하였다. 1913년에 그는 참모총장으로 임명되었으며, 1916년에 중장으로 진급하였다.
완고한 왕당파였던 메탁사스는 콘스탄티노스 1세를 지지하고, 그리스가 제1차 세계 대전에 참전하는 데 반대하였다. 엘레프테리오스 베니젤로스 국무 총리는 메탁사스가 연합국의 실패한 다르다넬스 작전에 지원하기를 거부하면서 사임하였으며, 전쟁을 선거의 주요 쟁점으로 이용하였다. 1915년 5월 선거에서 베니젤로스가 승리하자, 그는 세르비아를 지원하기 위해 군대를 동원하였으나 임금이 이에 거부하였다. 임금의 거부로 왕당파와 베니젤로스파의 갈등이 첨예화되면서 이후 수십 년간 그리스 정계의 고질병이 된 "국론 분열"이 일어나게 된다. 1916년 8월, 베니젤로스파 장교들이 그리스 북부의 도시인 테살로니키에서 반란을 일으키고 베니젤로스를 내세워 "국가 방위 정부"를 따로 세웠다. 새 정부는 연합국의 지원을 받아 그리스 국토의 절반 이상을 장악하였으며, 연합군 편에 서서 전쟁에 뛰어들었다. 1917년 6월에 연합국의 도움으로 콘스탄티노스 임금이 폐위되고 베니젤로스가 집권하여 그해 6월 29일에 국토 전체 차원에서 참전할 것을 선언하였다.

## 망명과 전간기
메탁사스는 폐위된 국왕을 따라 코르시카로 망명하였으며 1920년에 베니젤로스가 선거에서 패배한 뒤에야 귀국하였다. 메탁사스는 당시 진행되던 소아시아 작전을 대놓고 반대한 소수 가운데 한 사람으로, 이는 군사적인 측면을 고려한 것이었다. 그는 이 전쟁에서 참전하여 군 직위를 맡는 데 거부하였다. 소아시아에서 그리스군이 패배하자 콘스탄티노스 임금은 니콜라오스 플라스티라스 대령이 일으킨 반란으로 다시 망명해야 했다. 메탁사스는 정계로 들어와 1922년 10월 12일에 자유사상가당을 창당하였다. 그러나 그가 1923년 쿠데타를 기도하다가 실패한 왕당파 레오나르도풀로스-가르갈리디스와 관계를 맺은 탓에 국외로 도주할 수밖에 없었다. 그 직후 요르요스 2세 임금도 망명길에 올라야 했다. 1924년 3월, 왕정은 결국 폐지되었으며, 그리스 제2공화국이 선포되었다.
얼마 안되어 메탁사스는 그리스로 돌아와 정권 교체를 인정한다고 공개적으로 발언하였다. 그는 걸출한 왕당파 정치가였으며 출발도 좋았지만, 그의 정계 진출은 대단치 못했다. 1926년 선거에서 메탁사스의 자유사상가당은 15.78%의 득표로 원내 52석을 얻어 다른 주요 왕당파 정당인 인민당에 거의 필적할만한 수준이 되었다. 그리하여 메탁사스는 알렉산드로스 제미스의 "거국 정부"에서 통신부 장관으로 임명되었다.
그러나 당내 불화와 당원의 대거 이탈로 1928년 선거에서 자유사상가당은 5.3%의 득표에 그쳐 원내에 겨우 한 석밖에 얻지 못하였다. 1932년 선거와 1933년 선거에서 자유사상가당의 득표율은 1.59%로 곤두박질쳤으나 3명의 의석을 확보하였으며, 메탁사스는 파나이스 찰다리스 내각에서 내무부 장관을 지냈다. 1935년 선거에서 그는 여타 군소 왕당파 정당과 연합하여 7명의 의원을 선출하였으며, 1936년 선거에서도 같은 결과를 냈다.

## 독재
말많았던 국민 투표 끝에 1935년, 콘스탄티노스 1세의 아들인 요르요스 2세가 복위하였다. 1936년 선거는 파나이스 찰다리스와 테미스토클리스 소풀리스가 백중세를 이루었다. 그리스 공산당(KKE)의 득표로 정치 상황은 더욱 다극화되었다. 공산주의자를 싫어하고 정변을 우려했던 요르요스 2세는 메탁사스를 전쟁 장관으로, 그 다음 1936년 4월 13일에는 임시 총리로 임명하였으며, 그리스 의회의 승인을 받았다.
5월에 산업계 불안이 만연하면서 메탁사스는 비상 사태를 선언하였다. 그는 의회를 무기한으로 해산하고 헌법의 여러 조항을 정지시켰다. 1936년 8월 4일에 메탁사스는 8월 4일 체제를 선언하였다. 이 정권은 메탁사스를 그리스의 "제1의 농민", "제1의 노동자", "국부"로 선전하였다. 메탁사스는 그리스어로 "지도자"를 뜻하는 '아르히고스'(αρχηγός)라는 칭호를 썼으며, 고대 그리스와 중세 비잔티움 제국에 이은 "세 번째 그리스 문명"을 선언하였다.

### 내정
메탁사스 정권은 여타 유럽의 권위주의 정권(특히 유명한 베니토 무솔리니의 파시스트 정권)을 모방하여 그는 정당과 파업을 금지하고, 언론 매체에 광범위한 검열 제도를 도입하였다. 짧은 기간 동안 그의 유능한 보안 장관 콘스탄티노스 마니아다키스는 그리스 공산당에 침투하여 사실상 해체시킬 수 있었다.
조합주의 국가를 건설하고 대중의 지지를 확보하려던 메탁사스는 파시스트 이탈리아의 여러 제도를 받아들여 국민 노역 제도를 만들고, 노동 시간은 8시간으로 정하고 노동자의 노동 여건을 강제적으로 향상하는 조치를 취하였으며 아직까지도 그리스에서 가장 큰 사회 보장 기관인 사회 보장 기구(IKA)를 설치하였다. 상징 면에서는 로마식 경례를 도입하고, 미노아식 양날 도끼인 라브뤼스(λάβρυς)를 파스케스에 대응하는 상징으로 썼다. 그러나 무솔리니나 여타 독재 정권과 달리 메탁사스는 대중 정당의 지지를 얻지 못하였다. 정권의 유일한 대중 조직은 국가 소년단(EON) 밖에 없었다. 메탁사스의 지배기에 그의 주된 권력 기반은 군대와 요르요스 2세 임금의 지지였다.

### 대외 정책과 그리스-이탈리아 전쟁
대외 정책면에서 메탁사스는 중립적인 입장을 취하여 영국과 독일 사이에서 균형을 잡으려고 했다. 1930년대 말, 다른 발칸 반도 나라들의 경우와 마찬가지로 독일이 그리스의 최대 무역 상대국이 되었다. 메탁사스 자신은 독일에서 수학한 전력이 있는데다 국론 분열 당시 세계 대전 참전에 반대하여 친독일파라는 평판을 받은데 반해, 요르요스 임금과 당시 그리스의 상류층 대부분은 완고한 친영국파였으며, 그리스와 같은 해양 국가 처지에 지중해에서 우위를 점한 영국 해군을 무시할 수 없는 노릇이었다. 게다가 무솔리니 치하의 이탈리아가 확장주의 정책을 펴면서 그리스는 프랑스-영국 동맹에 기대게 된다.
메탁사스는 그리스가 2차 세계 대전에 참전하지 않는 정책을 폈으나, 1940년 10월 28일 무솔리니의 둔감한 요구 때문에 결정적으로 중립 정책이 바뀌게 된다. 무솔리니는 그리스의 전략 요충지를 점령할 권리를 요구하였으나 메탁사스는 "그럼 전쟁입니다."(Alors, c'est la guerre.)라고 짤막하게 답변하였다. 그리스 대중의 감정은 그의 답변을 "오히"(Οχι, "아니다"라는 뜻.)라고 더욱 짧게 표현되었다. "오히의 날"은 아직도 그리스에서 해마다 경축하는 날이다. 몇 시간 뒤 이탈리아는 알바니아에서 그리스로 침공하여 그리스-이탈리아 전쟁이 일어났다.
미리 준비한데다 고무된 덕분에 그리스는 방어에 성공하고 반격에 나설수 있었으며, 이탈리아는 알바니아로 물러나 북부 이피로스(알바니아 남부) 상당수 지역을 점령하는데 그쳤다. 메탁사스는 1941년 1월 29일에 아테네에서 세상을 떠나 그리스 전투 당시 독일의 그리스 침공을 목도할 수 없었다. 그는 인두에 봉와직염이 치명적인 독혈증으로 악화되면서 죽었다. 그의 뒤를 이어 알렉산드로스 코리지스가 집권하였다. 메탁사스가 죽은 뒤 그리스를 침공한 독일은 메탁사스가 북부 그리스에 구축한 요새 시설 때문에 상당한 곤란을 겪었다. 이 방어 시설은 불가리아 국경을 따라 건설되었는데, 메탁사스선으로 알려졌다.
오늘날까지 메탁사스는 그리스 역사에서 대단히 논쟁적인 인물이다. 혹자는 메탁사스의 독재 정치 때문에 비난하지만, 그의 대중 정책, 애국주의, 침략에 대한 저항, 그리스-이탈리아 전쟁 당시 그의 승리를 두고 높이 평가하는 사람도 있다.

## 같이 보기
- 8월 4일 체제
- 그리스 내전
- 그리스-이탈리아 전쟁
- 메탁사스선
- 자유사상가당